# Tollbooth
Tollbooth es una película estadounidense de acción, drama y suspenso de 1994, dirigida por Salomé Breziner, que a su vez la escribió, musicalizada por Adam Gorgoni, en la fotografía estuvo Henry Vargas y los protagonistas son Fairuza Balk, Lenny von Dohlen y Will Patton, entre otros. El filme fue producido por New Line Cinema, Roadkill Productions, Sneak Preview Entertainment y Trans Atlantic Entertainment.

## Sinopsis
Un empleado de una cabina de peaje está deslumbrado por una chica que trabaja en una estación de servicio, esto lo conduce a un triángulo amoroso y al homicidio.